# Вибий мізки: Історія кохання
Вибий мізки: Історія кохання (англ. Brain Smasher... A Love Story) — американський комедійний бойовик.

## Сюжет
Фотомодель Саманта на прохання сестри доставляє з Англії до Америки квітку червоного лотоса. І за нею відразу починають полювання китайські ченці, яких всі приймають за японських ніндзя, на що ті дуже ображаються. Потім до дії підключається Ед Маллой, що працює викидайлом в нічному клубі. Він, звичайно, приходить на допомогу красуні.

## У ролях
- Ендрю Дайс Клей — Ед Маллой
- Тері Хетчер — Саманта Крейн
- Юдзі Окумото — Ву
- Дебора Ван Валкенберг — Кеммі Крейн
- Брайон Джеймс — Браун
- Тім Томерсон — Блейк
- Чарльз Роккет — Джонс
- Ніколас Гест — Сміт
- Дороті Деллс — міс Беллоус
- Вік Джонс — провідний співробітник
- Гален Шрік — Джим Ромео
- Стів Танкора — Боб Бріско
- Пітер Квон — Ред Монк
- Денні Перкін — хлопець у черзі 2
- Кен Д. Ілстон — новобранець
- Росс Хаффман-Керр — нічний менеджер
- Расс Фаст — Тед
- Келсі Поллард — Ted's Date
- Біллі Ворлі — панк
- Дон Берріс — Хлопець у черзі
- Ді Буер (в титрах: Queen Kong) — Берта
- Ронні Даунтаун — менеджер Bar None
- Керрі Гроув — офіціантка Bar None
- Ліз Шерідан — Ма Маллой
- Лін Шей — візажист
- Соня Сатра — модель 1
- Ральф Монако — Pops Моллой
- Анахіт Мінасян — модель 2
- Стів Чабон — член екіпажу
- Кен Болоньезе — фотограф
- Ніколь МакОлі — Вероніка (в титрах не вказана)